# کدسال
کدسال (به انگلیسی: Codsall) یک روستا و محله مدنی در بریتانیا است که در South Staffordshire واقع شده‌است. کدسال ۷٬۵۸۲ نفر جمعیت دارد.

## جستارهای وابسته

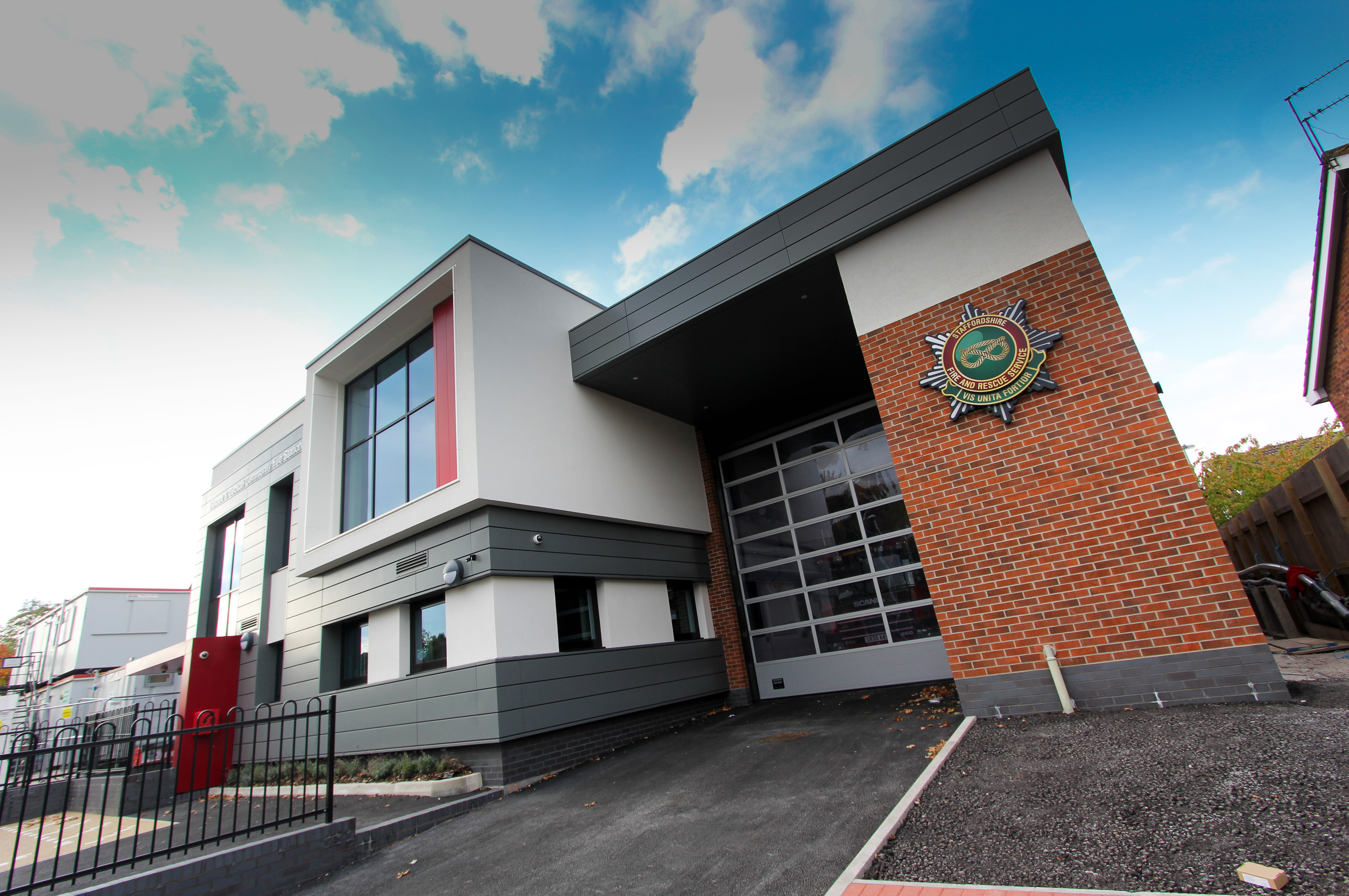